# 제이비어 브런슨
제이비어 T. 브런슨(Xavier T. Brunson)은 미국 육군의 장성으로 2024년 12월부터 유엔군사령부 주한 미군 한미연합군사령부 사령관을 맡고 있다. 2021년부터 2024년까지 제1군단 사령관을 지냈으며 제10산악사단 부사령관, 제18공수군단 참모장, 제7보병사단 사단장 및 제1군단 부사령관을 거쳤다.
노스캐롤라이나주 페이엣빌 출신으로, 햄프턴 대학교(Hampton University)에서 정치학을 전공하고 1990년 임관하였으며 웹스터 대학교(Webster University)에서 인적자원학으로 석사, 미국 육군참모대학교에서 국가안보와 전략연구로 박사학위를 받았다.